# Евърсън
Евърсън (на английски: Everson) е град в окръг Уаткъм, щата Вашингтон, САЩ. Евърсън е с население от 2035 жители (2000) и обща площ от 3,2 km². Намира се на 26 m надморска височина. ЗИП кодът му е 98247, 98276, а телефонният му код е 360.